# Corinne Enaudeau
 (janvier 2013).
Si vous disposez d'ouvrages ou d'articles de référence ou si vous connaissez des sites web de qualité traitant du thème abordé ici, merci de compléter l'article en donnant les références utiles à sa vérifiabilité et en les liant à la section « Notes et références ».
Corinne Enaudeau est professeur honoraire de philosophie en classes préparatoires littéraires au lycée Henri-IV de Paris et au lycée Janson-de-Sailly. Elle a été directrice de programme et membre du conseil scientifique au Collège international de philosophie (2001-2007). Elle est membre fondateur de la SIREL, Société internationale de recherche Emmanuel Levinas.Elle est directrice de la collection "Figures du savoir" aux éditions Les Belles Lettres.

## Biographie
Elle est l'une des deux filles de Jean-François Lyotard et de sa première épouse Andrée May et la sœur de Laurence Kahn.

### Traduction
Karl Marx et Friedrich Engels (trad. Corinne Lyotard, introduction, notes et commentaires de François Châtelet), Manifeste du parti communiste (1848) et Critique du programme de Gotha (1875) [« Manifest der Kommunistischen Partei / Kritik des Gothaer Programms »], Paris, Librairie générale française, coll. « Le Livre de poche, Les Classiques de la Philosophie », 2004 (1re éd. septembre 1973), 155 p. (ISBN 2253014915 et 9782253014911, OCLC 496671293, lire en ligne)